# 見学奈緒
見学 奈緒（けんがく なお、1985年7月27日 - ）は日本のファッションモデル、タレント、リポーター。大阪府出身。身長165cm。
成蹊大学工学部応用化学科卒業。大学在学中2005年にミス成蹊に選ばれる。2008年〜2012年に音楽制作を行い、作詞も手掛けた。
エルフォーグ（ERFOLG）所属。

## 雑誌
- PINKY専属モデル（2007年）

## TV
- めざましテレビ（フジテレビ系、2007年4月 - 2008年3月）「MOTTOいまドキ!」レギュラー
- FJキャンパス（フジテレビ）
- 明石家さんちゃんねる（TBS系、2007年8月22日）
- ABCヴィーナスバトル2007（朝日放送、2007年3月30日）
- 全力坂（テレビ朝日）
  - No.428 弁天坂（2008年8月5日）
  - No.440 殿山の坂（2008年8月26日）
- 1230アッと!!ハマランチョ（テレビ神奈川、2010年4月14日 - 2011年3月9日）「建築NOW」
- ロンドンハーツSP（テレビ朝日、2011年4月5日）
- 全開ガール（フジテレビ、2011年7月11日 - 9月19日）
- カナフルTV（テレビ神奈川、2011年8月 - 2012年3月）

### CM
- ハウス食品 ウコンの力「タクシー」編（2007年11月 - 2008年3月）
- KDDI 企業CM「買い替えの日」篇（2008年7月 - 2009年9月）
- ケンタッキーフライドチキン クラッシャーズ夏期CM（2009年8月）
- proactiv（2013年5月 - ）

## 広告 / モデル
- HASUNA（2011年3月）「エシカルジェリー」モデル
- クリエーター参加型 Tシャツデザインコンペ 販売サイト「Partee」（2014年）

### 受賞歴
- ロッテ夢見るCMコンテスト（2003年）準グランプリ
- ミス成蹊（2005年）
- 『フロンティアチャレンジ2010』フロンティアチャレンジ賞 (ボーカル部門)